# Parafia Matki Bożej Królowej Polski w Nowej Dębie
Parafia Matki Bożej Królowej Polski w Nowej Dębie – parafia rzymskokatolicka znajdująca się w diecezji sandomierskiej w dekanacie Nowa Dęba. 

## Historia
W 1947 roku z inicjatywy pracowników w bloku Zakładów Metalowych została utworzona kaplica mszalna. W 1951 roku władze komunistyczne kaplicę zlikwidowały. Następnie msze święte odprawiano na łące, a we wrześniu 1951 roku zbudowano drewnianą kaplicę, którą poświęcił ks. Stanisław Stępień. 
W 1951 roku poświęcono drewniany kościół. 7 czerwca 1957 roku dekretem bpa Franciszka Bardy została erygowana ekspozytura z wydzielonego terytorium parafii Majdan Królewski. Obecny kościół został wybudowany W latach 1987–1994 zbudowano obecny murowany kościół, według projektu prof. Witolda Cęckiewicza, inż. Wojciecha Oktawca oraz inż. Edwarda Motaka. 29 października 2000 roku bp Wacław Świerzawski poświęcił kościół.
Proboszczowie parafii:
1957–1984. ks. Henryk Łagocki (ekspozyt).
1984–1985. ks. Eugeniusz Nycz.
1985–2018. ks. prał. dr Mieczysław Wolanin.
2018– nadal ks. kan. Henryk Król.

## Terytorium parafii
Na terenie parafii jest 4477 wiernych mieszkających przy ulicach: Boczna, Cicha, ks. Łagockiego, Jagodowa, Jana Pawła II (numery od 26), Kilińskiego, Kolejowa, Kościuszki (prawa strona numery: 1, 1A-klatki I, II, 2-7, 9-12, 13A, 13C), Konopnickiej, Korczaka, Kręta, Krótka, Krucza, Mała, Nadole, Ogrodowa, Olchowa, Orkana, Podgórze, Reja, Robotnicza, Sienkiewicza, Piotra Skargi, Słoneczna, Sosnowa, Sowia, Spacerowa, Spółdzielcza, Stalowska (1 rodzina), Stawowa, Szkolna, Szpitalna, Tetmajera, Wczasowa, Willowa, Witosa, Wojska Polskiego, Zarzecze, Zielona, Zybury, Żeromskiego (numery 1-2).